# Audi Typ C
La Typ C è un'autovettura di fascia media prodotta dall'Audi dal 1912 al 1921. È nota anche come 14/35 hp.

## Caratteristiche

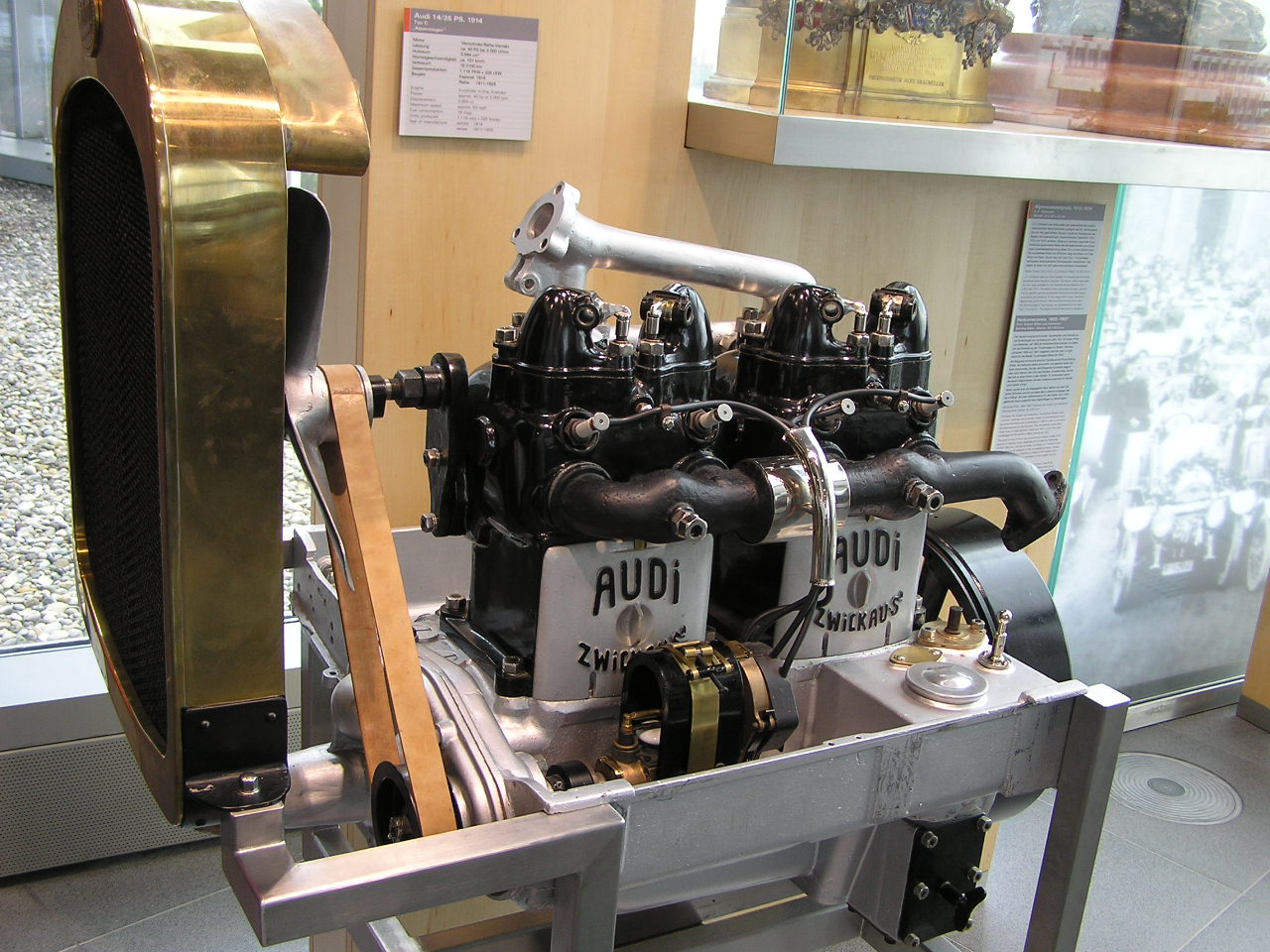
Il motore

Il modello aveva installato un motore anteriore biblocco a quattro cilindri ed a quattro tempi, da 3.564 cm³ di cilindrata. L'alesaggio e la corsa erano, rispettivamente, 90 mm e 140 mm, mentre la potenza erogata era di 35 CV a 1.700 giri al minuto. La distribuzione era IOE. Il cambio era a quattro rapporti.
La trazione era posteriore, e la carreggiata anteriore e posteriore era di 1.300 mm. Le sospensioni erano a balestra e ad assali rigidi, mentre l'unica carrozzeria disponibile era turismo quattro posti. La velocità massima raggiunta dal modello era compresa tra i 90 ed i 100 km/h.
Dal 1912 al 1914 alcuni esemplari del modello, con motore potenziato a 40 CV, vinsero tre edizioni consecutive del rally d'Austria. Per questo motivo Typ C è anche conosciuta come "Alpensieger". La guidabilità e l'affidabilità del modello, oltre che i suoi successi sportivi, contribuirono a far crescere la considerazione del pubblico nei confronti dell'Audi.
La vettura fu la più prestante nel suo segmento, ed anche tale aspetto fece apprezzare l'allora giovanissimo marchio Audi. Un esemplare di Typ C fu per 19 anni la vettura privata del fondatore August Horch.

## Scheda tecnica
| Modello                            | Audi Typ C                           |
| Motore                             | biblocco anteriore longitudinale     |
| Numero e disposizione dei cilindri | 4 cilindri in linea                  |
| Cilindrata (cm³)                   | 3564                                 |
| Alimentazione                      | carburatore Zenith                   |
| Potenza nominale (CV a giri/min)   | 35 CV a 1700 giri/min                |
| Trasmissione                       | a cardano                            |
| Frizione                           | ad attrito con cono in pelle         |
| Trazione                           | posteriore                           |
| Cambio                             | manuale a 4 marce                    |
| Scocca                             | telaio separato in lamiera d'acciaio |
| Sospensioni ant.                   | assale rigido, molle a balestra      |
| Sospensioni post.                  | assale rigido, molle a balestra      |
| Impianto frenante                  | a ganascia                           |
| Pneumatici                         | 820x120                              |
| Massa a vuoto (solo telaio)        | 920 kg                               |
| Velocità massima                   | 90 km/h                              |
| Anni di produzione                 | 1912-21                              |
| Prezzo al debutto in Goldmark      | 10.500 (solo autotelaio)             |